# Gran Premi d'Alemanya del 1965
Resultats del Gran Premi d'Alemanya de Fórmula 1 de la temporada 1965, disputat al circuit de Nürburgring l'1 d'agost del 1965.

## Resultats
| Pos | No | Pilot              | Equip            | Voltes | Temps/ Retirada       | Pos. de sortida | Punts |
| --- | -- | ------------------ | ---------------- | ------ | --------------------- | --------------- | ----- |
| 1   | 1  | Jim Clark          | Lotus - Climax   | 15     | 2h 07' 52. 4          | 1               | 9     |
| 2   | 9  | Graham Hill        | BRM              | 15     | + 15.9 s              | 3               | 6     |
| 3   | 5  | Dan Gurney         | Brabham - Climax | 15     | + 21.4 s              | 5               | 4     |
| 4   | 12 | Jochen Rindt       | Cooper - Climax  | 15     | + 3' 29.6 min.        | 8               | 3     |
| 5   | 4  | Jack Brabham       | Brabham - Climax | 15     | + 4' 41.2 min.        | 14              | 2     |
| 6   | 8  | Lorenzo Bandini    | Ferrari          | 15     | + 5' 08.6 min.        | 7               | 1     |
| 7   | 16 | Jo Bonnier         | Brabham - Climax | 15     | + 5' 58.5 min.        | 9               |       |
| 8   | 24 | Masten Gregory     | BRM              | 14     | + 1 Volta             | 19              |       |
| Ret | 7  | John Surtees       | Ferrari          | 11     | Caixa canvi           | 4               |       |
| Ret | 17 | Jo Siffert         | Brabham - BRM    | 9      | Motor                 | 11              |       |
| Ret | 2  | Mike Spence        | Lotus - Climax   | 8      | Transmissió           | 6               |       |
| Ret | 3  | Gerhard Mitter     | Lotus - Climax   | 8      | Pèrdua d'aigua        | 12              |       |
| Ret | 20 | Richard Attwood    | Lotus - BRM      | 8      | Pèrdua d'aigua        | 17              |       |
| Ret | 11 | Bruce McLaren      | Cooper - Climax  | 7      | Caixa canvi           | 10              |       |
| Ret | 6  | Denny Hulme        | Brabham - Climax | 5      | Pèrdua de combustible | 13              |       |
| Ret | 19 | Chris Amon         | Lotus - BRM      | 3      | Part elèctrica        | 16              |       |
| Ret | 22 | Paul Hawkins       | Lotus - Climax   | 3      | Pèrdua d'oli          | 20              |       |
| Ret | 10 | Jackie Stewart     | BRM              | 2      | Suspensions           | 2               |       |
| Ret | 21 | Frank Gardner      | Brabham - BRM    | 0      | Caixa canvi           | 18              |       |
| NVQ | 25 | Roberto Bussinello | BRM              |        |                       |                 |       |
| NVQ | 23 | Ian Raby           | Brabham - Climax |        |                       |                 |       |

## Altres
- Pole: Jim Clark 8' 22. 7

- Volta ràpida: Jim Clark 8' 24. 1 (a la volta 10)